# Flaugnarde
La flaugnarde (floɲaʁd) anche conosciuto come flagnarde, flognarde o flougnarde è un dolce a base di frutta tipico della cucina francese, simile ad un flan. Analogo al clafoutis che è realizzato con ciliegie, il flaugnarde è fatto con mele, pere, susine, prugne ed altra frutta. Somiglia ad un largo pancake e, cosparso di zucchero a velo, può essere servito sia caldo che freddo.

## Origini
Il nome flaugnarde deriva dalla parola occitana fleunhe e flaunhard, entrambe traducibili come "soffice" o "morbido". Si tratta di un piatto comune nelle regioni francesi di Alvernia, Limosino e Périgord.